# Volha Hayeva
Volha Hayeva (nascida em 2 de novembro de 1982) é uma ex-ciclista olímpica bielorrussa. Representou sua nação nos Jogos Olímpicos de Verão de 2004.